# Les Parias de la gloire
Pour les articles homonymes, voir Parias.
Pour plus de détails, voir Fiche technique et Distribution.
Les Parias de la gloire est un film italo-hispano-français réalisé par Henri Decoin, sorti en 1964.

## Synopsis
Lors de la bataille d'Alsace de 1944, André voit mourir son demi-frère. On le retrouve quelques années plus tard au Viêt Nam dans la Plaine des joncs. Il va y rencontrer à la suite d'un accident d'avion un Allemand, qui va l'obliger par son comportement à revoir son jugement sur les Allemands en général.

## Fiche technique
- Titre : Les Parias de la gloire
- Réalisation : Henri Decoin
- Scénario : Roger Delpey d'après son roman
- Photographie : Federico Gutiérrez-Larraya (es)
- Montage : Charles Bretoneiche
- Musique : Giovanni Fusco et Marc Lanjean
- Décors : Juan Alberto Soler, Louis Le Barbenchon
- Sociétés de production : 
  - France : Les Films Marly, Paris-France-Films
  - Italie : Sagittario Film (Rome)
  - Espagne : Ocean Films (Madrid)
- Société de distribution :  Gaumont
- Pays de production :  France |  Italie |  Espagne
- Langue originale : français
- Format : Noir et blanc — 35 mm — 2,35:1 — Son : Dolby Digital
- Genre : Film dramatique
- Durée : 98 minutes (1 h 38)
- Dates de sortie : 
  - France : 5 avril 1964
  - Espagne : 29 février 1968

## Distribution
- Maurice Ronet : André Ferrier
- Curd Jürgens : Ludwig "Lud" Goetz
- Folco Lulli : Blosky
- Roland Lesaffre : La Coquille
- Germán Cobos : Albertini
- Pedro Osinaga : Bertaux
- Tiny Yong : La Chinoise
- Piero Lulli